# Protodiplomacia

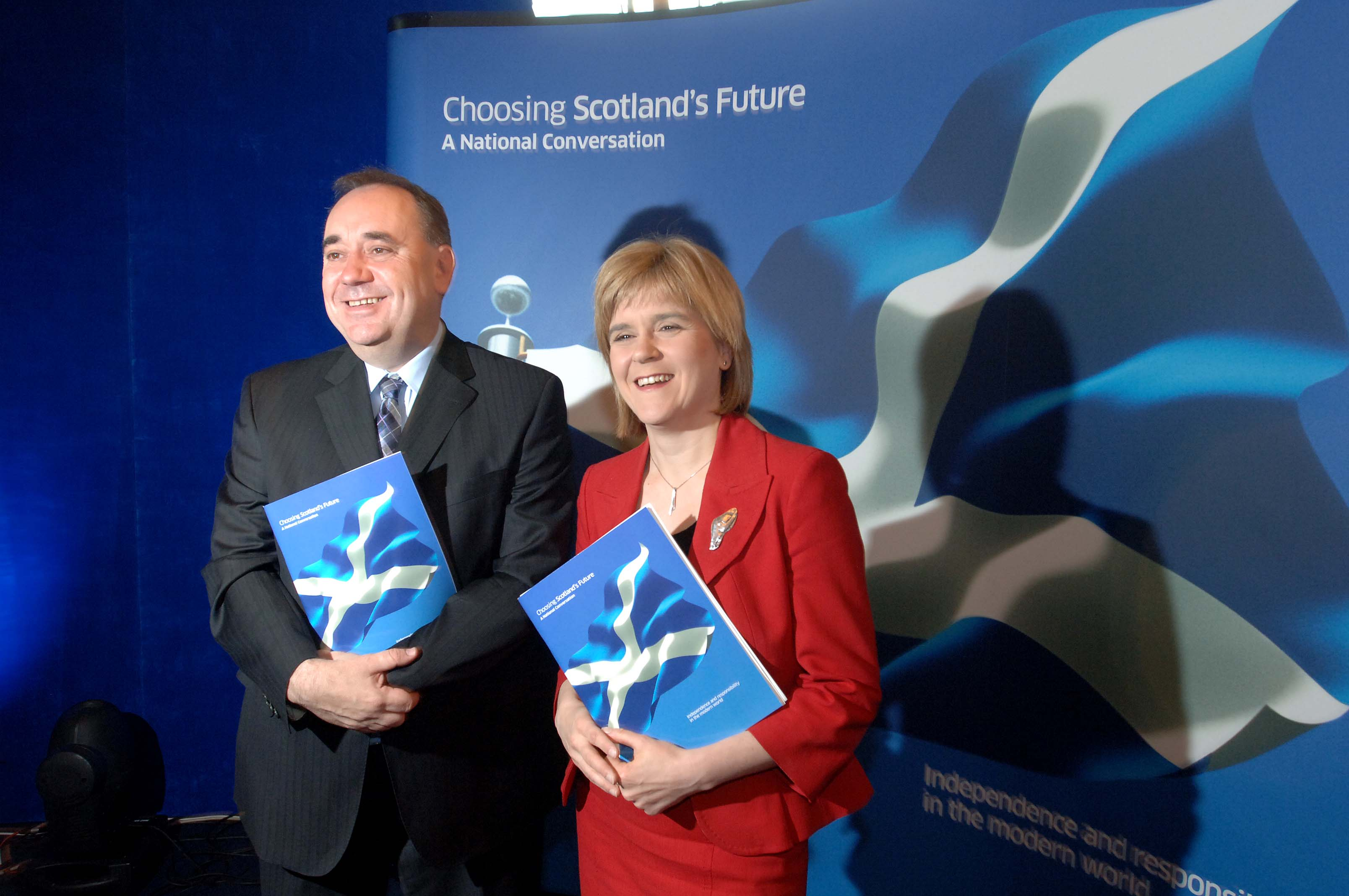
El primer ministro escocés Alex Salmond y la vice primera ministra durante el anuncio del plan de referendo para Escocia, en 2007.

Según varios autores de las Teorías de las Relaciones Internacionales, la protodiplomacia es una paradiplomacia que por motivos culturales, identitarios, simbólicos o económicos, aboga por el separatismo. Es decir, la independencia del Estado-nación al que pertenece.

## Paradiplomacia y protodiplomacia
Según Zidane Zeraoui, "cuando una región busca consolidar su imagen internacional, hablamos de paradiplomacia identitaria. La unidad sub-nacional quiere proyectar una cierta marca territorial o ciertos rasgos particulares del territorio. El reforzamiento identitario puede tener su origen en el desarrollo de una imagen regional para promoción del territorio o simplemente como una táctica para posibiltar el rescate de los valores locales. La marca regional está vinculada con este tipo de paradiplomacia, que no solamente tiene un valor simbólico.
La diplomacia convergente, por ejemplo, representa una paradiplomacia de la región complementaria de la política nacional, mientras que la protodiplomacia es una paradiplomacia con visos al separatismo. Sin embargo, cuando este impulso se lleva a sus extremas consecuencias, es decir, a la imposición de una identidad regional como paso previo a la ruptura con el Estado nacional, estamos frente a una protodiplomacia."

## Casos protodiplomáticos

### Quebec

Bandera de Quebec, utilizada como insignia por el nacionalismo quebequés, que denota el origen colonial francés de la región.

En 1948 se aprobó la actual bandera de Quebec como oficial, y la lengua francesa sería cooficial, junto al inglés, en Canadá desde 1968. En 1976 ganó las elecciones el nacionalista Partido Quebequés, de René Lévesque, que promulgaría la Ley 101, por la que el francés sería la única lengua oficial de Quebec. En 1980, el referéndum de independencia arrojó resultado negativo, con un 59,6 % de votos en contra. De nuevo en el poder en 1995, el Partido Quebequés convocó a un nuevo referéndum el 30 de octubre de 1995, donde el no a la independencia ganó por tan solo 54.000 votos y un 50,4 % de sufragios, con una participación que superó el 90 % del censo electoral. Según las encuestas, menos de la mitad de los quebequeses sigue deseando constituirse en estado independiente.
El 27 de noviembre de 2006, el parlamento canadiense, con el apoyo del partido en el gobierno, reconoció a Quebec como «nación dentro de un Canadá unido», en un intento de aplacar los deseos secesionistas de los partidos independentistas, aunque en sentido cultural y social, no legal.
En las elecciones generales de Quebec de 2012, el independentista Partido Quebequés, liderado por Pauline Marois, ganó la mayoría de los asientos de la Asamblea Nacional de Quebec, formando un gobierno minoritario. En el discurso del día de las elecciones, la ganadora planteó la posibilidad de convocar a un nuevo referéndum por la independencia al expresar su deseo de que Quebec se convierta en un país independiente y su convicción de que eso sucederá: "Queremos un país. Y lo tendremos".

### Escocia

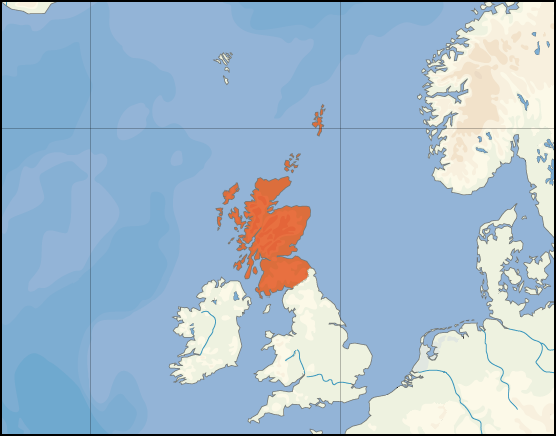
Extensión del antiguo Reino de Escocia.

El independentismo escocés (en idioma inglés: Scottish independence, en idioma escocés: Scots unthirldom y en  gaélico escocés: Neo-eisimeileachd na h-Alba) es un movimiento articulado alrededor de varios partidos políticos que aboga por la secesión de Escocia del Reino Unido y su conversión en un estado independiente, tal como fue hasta 1707.
En principio la independencia no es algo contemplado en los tratados de la Unión Europea y representantes de la Comisión Europea han afirmado que cuando una parte de un Estado miembro se independiza pero desea permanecer en la UE, esta tendría que volver a solicitar su ingreso para unirse como si se tratara de un nuevo país incorporándose desde el principio (por lo que el Estado del que proviene podría votar en contra de su adhesión). Sin embargo otros analistas legales opinan que los Estados resultantes de la secesión o disolución de un Estado miembro podrían continuar siendo Estados miembros de la Unión Europea. Actualmente existe una Iniciativa Ciudadana Europea que solicita a la Unión Europea legislar al respecto.

### Cataluña

Estelada blava (azul), bandera independentista catalana.

El independentismo catalán es la posición política que propugna la independencia de Cataluña con sus actuales límites como comunidad autónoma española, o bien por la correspondiente a una visión pancatalanista que incluye a la Comunidad Valenciana, las Islas Baleares, la denominada «Cataluña del Norte» (Rosellón y Alta Cerdaña, antiguos territorios catalanes cedidos por España a Francia en el tratado de los Pirineos del siglo XVII) y/o la franja oriental de Aragón.
El independentismo catalán plantea sus tesis sobre el principio de que el pueblo de Cataluña es una nación soberana, aludiendo básicamente a la interpretación de su historia, cultura, lengua propia y al derecho civil catalán, y sobre la afirmación de que Cataluña no alcanzará su máxima plenitud cultural, social ni económica mientras forme parte de España. El independentismo catalán defiende la tesis de que Cataluña es una nación oprimida por España desde su ocupación por las tropas borbónicas en 1714, y la posterior supresión de las instituciones catalanas y la prohibición de su lengua en la administración mediante los Decretos de Nueva Planta promulgados por Felipe V entre 1707 y 1716, aprobado el Decreto de Nueva Planta de Cataluña en 1716, dado que la corona de Aragón a la cual pertenecía el condado de Cataluña, apoyó al otro candidato al trono español, el archiduque Carlos de Habsburgo.
Los porcentajes de apoyo varían en las encuestas en función de si existen solo dos opciones (sí o no), o si en la pregunta se incluyen otras opciones federalistas. En el primer caso las encuestas dan resultados de empate entre ambas opciones. En el segundo caso la opción mayoritaria sigue siendo la independencia, pese a que un porcentaje cercano al 9% cambiaría su voto a la opción de "estado dentro de una España federal",.
Una parte de los partidarios de esta corriente política, no solo aspira a la independencia de Cataluña en sentido estricto, sino a la unión de lo que denominan Países Catalanes: la propia Cataluña; el Rosellón y la Cerdaña franceses (a los que denominan Cataluña Norte); la Franja Oriental de Aragón a la que denominan Franja de Ponent y consideran también parte de Cataluña; la Comunidad Valenciana; las Islas Baleares; la comarca murciana de El Carche y la ciudad sarda de Alguer, en Italia. Dichos territorios, excluyendo el Valle de Arán,[cita requerida], una vez independizados formarían un estado confederado catalán en el que también se incluiría el Principado de Andorra.
La bandera que identifica al independentismo catalán es la conocida como estelada.

### País Vasco

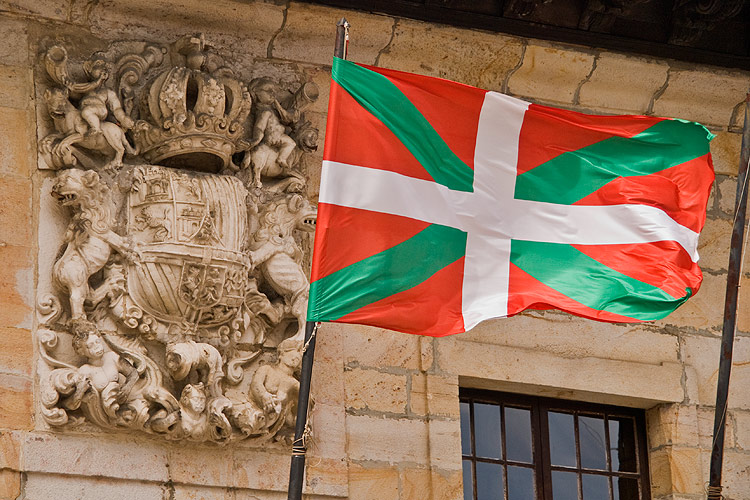
Vista de la ikurriña (bandera oficial del País Vasco) ondeando en la fachada del Ayuntamiento de Ochandiano, en Vizcaya

El nacionalismo vasco (en euskera: eusko abertzaletasuna) es un conjunto heterogéneo de ideologías políticas que tienen en común la defensa del carácter nacional del pueblo vasco y la reivindicación de su derecho de autodeterminación y, frecuentemente, de su independencia, e invoca a Euskal Herria o Euskadi como concepto político.
El nacionalismo vasco defiende la unidad cultural y política de Euskal Herria y la defensa de la identidad cultural vasca y del euskera en particular. Euskal Herria comprende territorios de España y Francia: el País Vasco y la Comunidad Foral de Navarra en España (que configurarían la zona sur o Hegoalde); y Labort, Baja Navarra y Sola en Francia (que configurarían la zona norte o Iparralde). En Euskal Herria se integrarían asimismo el Condado de Treviño (Burgos) y Villaverde (Cantabria). En ocasiones, se excluye el exclave navarro de Petilla de Aragón. A veces se integran la Alta Navarra (la Comunidad Foral) y la Baja Navarra en un único ente territorial: Navarra (en euskera: Nafarroa). También han existido organizaciones nacionalistas que han mantenido posturas irredentistas sobre otros territorios, como La Rioja, Valle de Mena o Bearne.
Existen diversas concepciones y posturas nacionalistas que difieren en cuanto a cuál debería ser el destino último de dicha unión política vasca y que abarcan posturas de muy diverso signo, desde posiciones autonomistas y federalistas al independentismo vasco propiamente dicho. Aunque actualmente todas las fuerzas políticas nacionalistas son democráticas en la medida en que concurren a las elecciones españolas y francesas, existieron sectores dentro de la izquierda abertzale (que es asimismo un sector dentro del nacionalismo vasco) que propugnaron métodos de actuación violentos, como ETA, los Iparretarrak o los Comandos Autónomos Anticapitalistas.
La popularidad del nacionalismo no es homogénea en todos los territorios vascos. Tiene una mayor implantación en Vizcaya, Guipúzcoa y la mitad norte de Navarra, zonas en las que existe una mayor proporción de hablantes del euskera. En Vizcaya y Guipúzcoa, los partidos nacionalistas vascos han sido la lista más votada en todas las elecciones autonómicas desde 1978 y en todas las elecciones generales excepto las de 2015 y 2016. Según una serie de encuestas del Euskobarómetro realizadas en 2016, el 22% de los habitantes del País Vasco se siente solo vasco, mientras que otro 22% se siente más vasco que español. Según el Euskobarómetro de 2016, un 46% de los habitantes del País Vasco se considera nacionalista vasca frente a un 50% que piensa lo contrario.